# لیمال
لیمال (انگلیسی: Limahl) با نام اصلیِ کریستوفر هَمیل (انگلیسی: Christopher Hamill) خواننندهٔ پاپ، سینث-پاپ، موج نو اهل بریتانیا است.
از فیلم‌ها یا مجموعه‌های تلویزیونی که وی در آن‌ها نقش داشته است، می‌توان به «داستان بی‌پایان» اشاره نمود.